# Xetra

Xetra Logo

Xetra (ETR, Marktidentifikationscode XETR) ist ein börslicher Handelsplatz der Deutsche Börse AG. Im Aktienhandel ist er der bedeutendste Börsenhandelsplatz Deutschlands und bei börsengehandelten Fonds (ETF) sogar Marktführer in Europa (Stand 2022). Der Name „Xetra“ ist eine Abkürzung für exchange electronic trading („elektronischer Börsenhandel“).

## Der Handelsplatz Xetra
Im Jahr 2022 wurden über 90 Prozent des gesamten Aktienhandels an deutschen Börsen über den Handelsplatz Xetra abgewickelt, was einem monatlichen Handelsvolumen von rund 150 Milliarden Euro entspricht. In den DAX-Werten erreicht Xetra europaweit einen Marktanteil von ca. 70 Prozent. Mit 30 Prozent Marktanteil ist Xetra auch größter Handelsplatz für börsengehandelte Fonds (ETF) in Europa. Die Handelszeiten sind börsentäglich von 9.00 bis 17.30 Uhr. Die Preise auf Xetra sind Basis zur Berechnung des bekanntesten deutschen Aktienindex DAX.
Über die Zentralrechner in Frankfurt am Main sind über 200 Handelsteilnehmer aus 16 europäischen Ländern sowie aus Hongkong und den Vereinigten Arabischen Emiraten miteinander verbunden.
Durch hohe Umsätze (Liquidität) wird eine Wertpapierorder am Handelsplatz Xetra schnell und zu marktgerechten Preisen ausgeführt. Dieses Prinzip wird zusätzlich durch Liquiditätsspender (sogenannte Designated Sponsors) unterstützt. Diese verpflichten sich, laufend verbindliche An- und Verkaufspreise (Quotes) zu stellen.
Da der gesamte Börsenhandel elektronisch vollzogen wird, kann es am Handelsplatz Xetra zu Teilausführungen der Aufträge kommen. Banken und Online-Brokern entstehen durch taggleiche Teilausführungen jedoch keine zusätzlichen Transaktionskosten. Die meisten Anbieter stellen Teilausführungen bei ihren Kunden nicht zusätzlich in Rechnung.

### Schutzmechanismen und Marktaufsicht
Zur Verbesserung der Preiskontinuität und um Mistrades zu vermeiden, wurden am Handelsplatz Xetra Schutzmechanismen eingeführt. Dazu gehören die Volatilitätsunterbrechung (Volatility Interruption), die Market Order-Unterbrechung und die Liquiditätsunterbrechung. Der Handel am Handelsplatz Xetra erfolgt nach klaren Regeln, die für alle Handelsteilnehmer gleichermaßen gelten. Die unabhängige Marktaufsicht setzt sich zusammen aus der Handelsüberwachungsstelle (HÜSt), der Börsenaufsichtsbehörde des Hessischen Ministeriums für Wirtschaft, Verkehr und Wohnen und der Bundesanstalt für Finanzdienstleistungsaufsicht (BaFin).

### Zulassung von Wertpapieren
Die Zulassung von Wertpapieren an der Frankfurter Wertpapierbörse und deren Handelsplätzen Xetra und Börse Frankfurt benötigt keine separate Zulassung. Neu gelistete Wertpapiere am Handelsplatz Xetra werden automatisch in den Handel an der Börse Frankfurt einbezogen.
Die Trägergesellschaften der Frankfurter Wertpapierbörse sind die Deutsche Börse AG und die Börse Frankfurt Zertifikate AG.

### Markenrechte
Das Handelssystem wurde von Beginn an als Markenprodukt konzipiert. Das gestaltete Logo wie auch die Wortmarke sind als Marke der Deutsche Börse AG geschützt.

## Handelstechnik von Xetra
Die Handelstechnik von Xetra löste am 28. November 1997 das IBIS ab. Befürworter führten marktgerechte Ausführungspreise, geringe Transaktionskosten, Gleichberechtigung, Standortunabhängigkeit und Anonymität der Handelspartner ins Feld. Als Herausforderungen galten vor allem Systemstabilität, Systemverfügbarkeit, Skalierbarkeit und Latenz sowie eine langfristig steigende Marktaktivität.

### Entwicklung
Die Handelstechnik von Xetra wurde schon in der Entwicklungsphase als Markenprodukt positioniert. Das Ziel war es, Xetra bei Handelsteilnehmern und in der Öffentlichkeit so besser positionieren und auch an andere Börsenbetreiber lizenzieren zu können. Die Konzeption und die informationstechnische Umsetzung der Handelstechnik von Xetra basierten auf der Handelstechnik von Eurex und wurden im Auftrag der Deutsche Börse AG von Andersen Consulting (heute Accenture) und Deutsche Börse Systems durchgeführt.

### Kooperationspartner weltweit
Die Deutsche Börse AG betreibt heute am Standort Frankfurt am Main im Kassamarkt-Geschäftsbereich Deutsche Börse Cash Market zwei Handelsplätze basierend auf der Handelstechnik von Xetra:
- Xetra (XETR) ist der Referenzmarkt für deutsche Aktien und Börsengehandelte Fonds (ETF). Weiterhin sind handelbar: Active Exchange Traded Funds, Exchange-traded Commodities (ETCs) und Exchange Traded Notes (ETNs)[15]
- Börse Frankfurt (XFRA), mit der am 28. April 2008 migrierten Derivatebörse Börse Frankfurt Zertifikate AG (ehemals Scoach). Der Handelsplatz Börse Frankfurt wurde am 20. Mai 2011 auf die Handelstechnik von Xetra migriert.[16]

Die Handelstechnik von Xetra wird darüber hinaus seit November 1999 auch an der Wiener Börse verwendet. Im Dezember 2010 führte die Wiener Börse Xetra an der Ljubljana Stock Exchange ein; die Zagreber Börse folgte im Juli 2017. Eingesetzt wird die Handelstechnik ebenfalls an der Prager Börse (seit November 2012), an der Budapester Börse (seit Dezember 2013), an der Euronext Dublin (seit 2000), an der Bulgarischen Börse (seit 2008), an der Malta Stock Exchange (seit 2012) und an der Cayman Islands Stock Exchange (seit 2013). Eurex Bonds, die Deutsche Börse Handelsplattform für Staatsanleihen, verwendet die Handelstechnik von Xetra. Auf der Basis der Handelstechnik von Xetra wurde auch das New Generation Trading System der Shanghai Stock Exchange entwickelt.

### Entwicklungsgeschichte
| Xetra Release | Datum              | Beschreibung |
| ------------- | ------------------ | --- |
| 1.0           | 10. Juni 1997      | Lediglich Release des grafischen Xetra-Frontends, um die Eingewöhnung zu ermöglichen. Backend war weiterhin IBIS.                                                                  |
| 2.0           | 28. November 1997  | Inbetriebnahme des Xetra-Backends. |
| 2.1           | 30. März 1998      | Kleinere Änderungen an Frontend und Backend. |
| 3.0           | 12. Oktober 1998   | Einführung von Intraday-Auktionen, Designated Sponsors und Stop-Orders. Einführung des Renten- und OTC-Handels sowie Senkung der Mindestordergrößen.                               |
| 3.1           | 30. Mai 1999       | Allgemeine Verbesserungen der Funktionalität (u. a. erweiterte Volatilitätsunterbrechung, maximale Ordergültigkeit 90 Tage), Fähigkeit zur ersten Preisfeststellung eines IPO.     |
| 4.0           | 17. April 2000     | Möglichkeit zum Handel mit Optionsscheinen, vorbereitet für den Abendhandel, verbesserte Auktions-Transparenz, mehrere Verrechnungskonten möglich.                                 |
| 5.0           | 1. Oktober 2000    | Einführung von Iceberg- und Market-to-Limit-Order sowie Block Crossing (Handel größerer Blöcke).                                                                                   |
| 6.0           | 30. April 2001     | Funktionalität für „Equity Central Counterparty“, Intraday-Schlussauktion. |
| 6.5           | 19. November 2001  | Wechsel von C++ zu Java-API, neues Java-basiertes Frontend. |
| 7.0           | 20. August 2002    | Einführung von Xetra BEST, Abschaffung des C++-Frontends, Leistungssteigerungen, Möglichkeit zur Berechnung erhöhter Nutzungsgebühren bei exzessiver Systembelastung.              |
| 7.1           | 3. Januar 2005     | Marktmodell für EEX (manuelle Intraday-Auktion), Einführung des Bezugsrechtehandels, Anzeigemöglichkeit der letzten Abschlüsse.                                                    |
| 8.0           | 23. April 2007     | Steigerung der Geschwindigkeit durch gesplittete Marktdatenströme und verstärktes Caching, bessere Transparenz.                                                                    |
| 8.1           | 22. Oktober 2007   | Sicherstellung der MiFID-Konformität, insbesondere bei über Xetra abgewickelten OTC-Geschäften.                                                                                    |
| 9.0           | 28. April 2008     | Einführung des Zertifikatehandels, minimale Änderungen am Frontend mit einigen kleinen Änderungen in den implementierten Features                                                  |
| 9.1           | 24. November 2008  | Einführung des Handels mit aktiv gemanagten Fonds über Xetra, neuer Ordertyp Midpoint-Order, grundsätzliche Mehrwährungsfähigkeit                                                  |
| 10.0          | 18. Dezember 2008  | Änderungen an den Marktmodellen, kleinere Änderungen an der API |
| 10.1          | 1. Oktober 2009    | Einführung von Xetra International Market |
| 11.0          | 28. Juni 2010      | Änderungen an den Marktmodellen, kleinere Änderungen an der API |
| 11.1          | 9. Mai 2011        | Migration aller bisher über Börse Frankfurt handelbaren Aktien und Anleihen |
| 12.0          | 28. November 2011  | Schnittstelle für FIX-Protokoll, Multi-Börsen-Fähigkeit, neue Ordertypen „Strike Match“ und „Top-of-the-Book“, Möglichkeit zur Ausführung bilateraler Geschäfte über das Orderbuch |
| 13.0          | 26. November 2012  | Neuartige Ordertypen, verbessertes Risikomanagement von OTC-Geschäften, effizienterer Zugang zum Xetra-Handelssystem                                                               |
| 14.0          | 30. September 2013 | Anpassungen im Rahmen des deutschen Hochfrequenzhandelsgesetzes, Einführung eines systembasierten Risikomanagements für Market Maker, Erweiterung des FIX Gateway                  |
| 15.0          | 1. Dezember 2014   | Erweiterte Funktionen im Risikomanagement |
| 16.0          | 30. November 2015  | Geringere Latenz, Einführung der Volume Discovery Order für MiFID II-konformen Blockhandel, Quote Request für ETF-Orders, neue optionale Funktionalität „Self Match Prevention“    |

Ab 19. Juni 2017 wurde der Handelsplatz Xetra auf die Nachfolgetechnologie des Handelssystems T7 umgestellt. Am 24. August 2020 wurde auch die Börse Frankfurt umgestellt und somit das Vorgängersystem komplett abgelöst.
| T7 Release | Datum             | Beschreibung |
| ---------- | ----------------- | --- |
| 5.0        | 19. Juni 2017     | Erste Produktionsversion |
| 6.0        | 4. Dezember 2017  | Änderungen zur Erfüllung der MiFID II/MiFIR |
| 6.1        | 18. Juni 2018     | Erweiterungen zur Handhabung von Quotes, Orders und Geschäften auf Kassamärkten |
| 7.0        | 3. Dezember 2018  | Einführung von Trade Entry Services und Xetra EnLight (Preisanfragefunktion), Erweiterungen zur Erfüllung von MiFID/MiFIR |
| 7.1        | 27. Mai 2019      | Erweiterungen zur Handhabung von Quotes, Orders und Geschäften auf Kassamärkten |
| 8.0        | 18. November 2019 | Fortlaufende Auktion mit Spezialist, Trade Entry Services und Handel für Bonds und Optionsscheine, Direct-Market-Access-Kennzeichnung von Orders                                                                                          |
| 8.1        | 29. Juni 2020     | Preisanfrage Xetra EnLight auch für kleinere Orders |
| 9.0        | 23. November 2020 | Trade-at-Close, FIX LF Gateway |
| 9.1        | 18. Juni 2021     | Self-Match-Prevention für Iceberg-Orders, Handel mit Instrument-Hüllen |
| 10.0       | 22. November 2021 | Multi-Currency-Handel für ETF und ETP, Volatilitätsmodell "Automated Corridor Expansion" im fortlaufenden Handel mit Auktion, Matching-Kaskaden beim Anschlagen der Self Match Prevention, Verlängerung der Handelszeiten Börse Frankfurt |
| 10.1       | 27. Juni 2022     | Erweiterungen bei Xetra EnLight: Auto Execution und Staging von Request-for-Quotes |
| 11.0       | 21. November 2022 | Einführung von Vorhandels-Risikolimits und nicht wiederherstellbarer Xetra EnLight-Quotes, Vorbereitung für Handel digitaler Assets |
| 11.1       | 27. März 2023     | Passwortverschlüsselung für das Enhanced Trading Interface |
| 12.0       | 20. November 2023 | Einführung von Retail Orders, Anpassungen für MiFID II/MiFIR |
| 12.1       | 13. Mai 2024      | Einführung von Retail Liquidity Provider Service, Verbesserungen bei der Orderkennzeichnung für MiFID/MiFIR |

## Vorfälle
Am 14. April 2020 fiel der Wertpapierhandel via Xetra an der Börse Wien zumindest von 9:30 Uhr bis 11:30 Uhr Ortszeit (MESZ, UTC+2) aus. Gleich betroffen waren die Börsen Frankfurt, Prag und Budapest. Ursache war das Handelssystem Xetra T7.